# Малиновка (Ивано-Франковская область)
Малиновка (укр. Малинівка) — село в Рогатинской городской общине Ивано-Франковского района Ивано-Франковской области Украины.
Население по переписи 2001 года составляло 203 человека. Занимает площадь 5,871 км². Почтовый индекс — 77043. Телефонный код — 03435.